# Hippodrome Henri-Milliard
L'Hippodrome Henri-Milliard est le principal et plus ancien Hippodrome de Nouméa.
Il représente les sports hippiques en Nouvelle-Calédonie.
Une partie de l'hippodrome est occupée par un practice de golf.

## Histoire
L'espace aménagé par les Américains pour disputer des matchs de [Quoi ?] pendant la guerre du Pacifique devient un hippodrome, qui est inauguré en 1946. En 1998, sous l'impulsion de Jean Lèques, maire de Nouméa, la commune de Nouméa le fait réaménager par l'architecte François Raulet et le paysagiste Philippe Thébaud. La tribune peut accueillir 1000 personnes.

## Henri-Louis Milliard
Né en 1882, cet homme d'affaires qui s'intéresse beaucoup au sport, préside de nombreux clubs. À la fermeture de l'hippodrome de Magenta, il se met en quête d'un emplacement pour construire un nouvel hippodrome municipal.

## Évènements
Cinq journées de courses de chevaux y sont organisées par la Société Sportive de Nouvelle-Calédonie, l'Association Calédonienne du Trot et la Société des Courses de Nouméa. La prestigieuse Casinos Coupe Clarke se déroule chaque année, début août, sur cette piste de 1400 mètres de long sur 16 mètres de large.

## Galerie photos

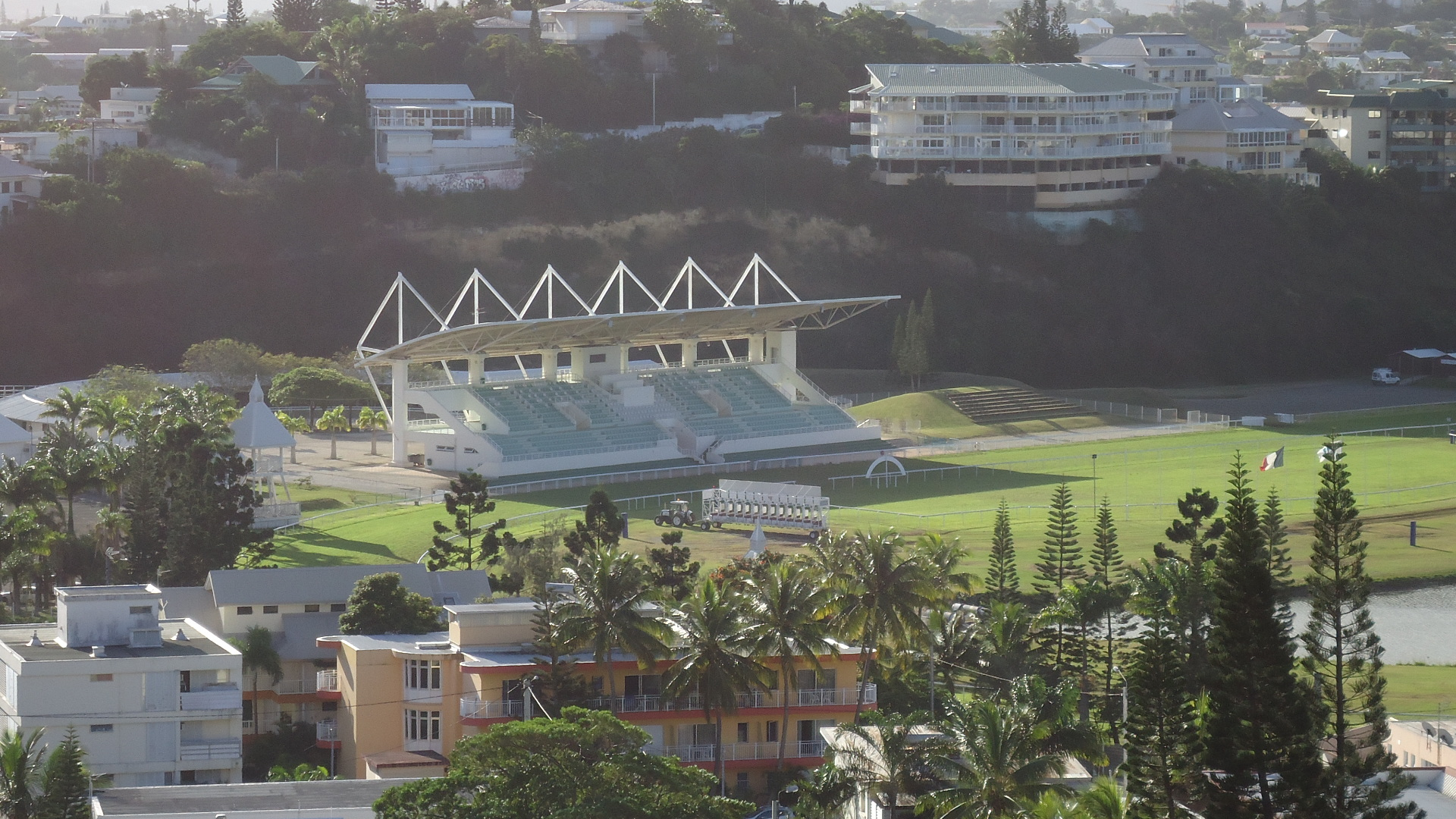
Tribunes
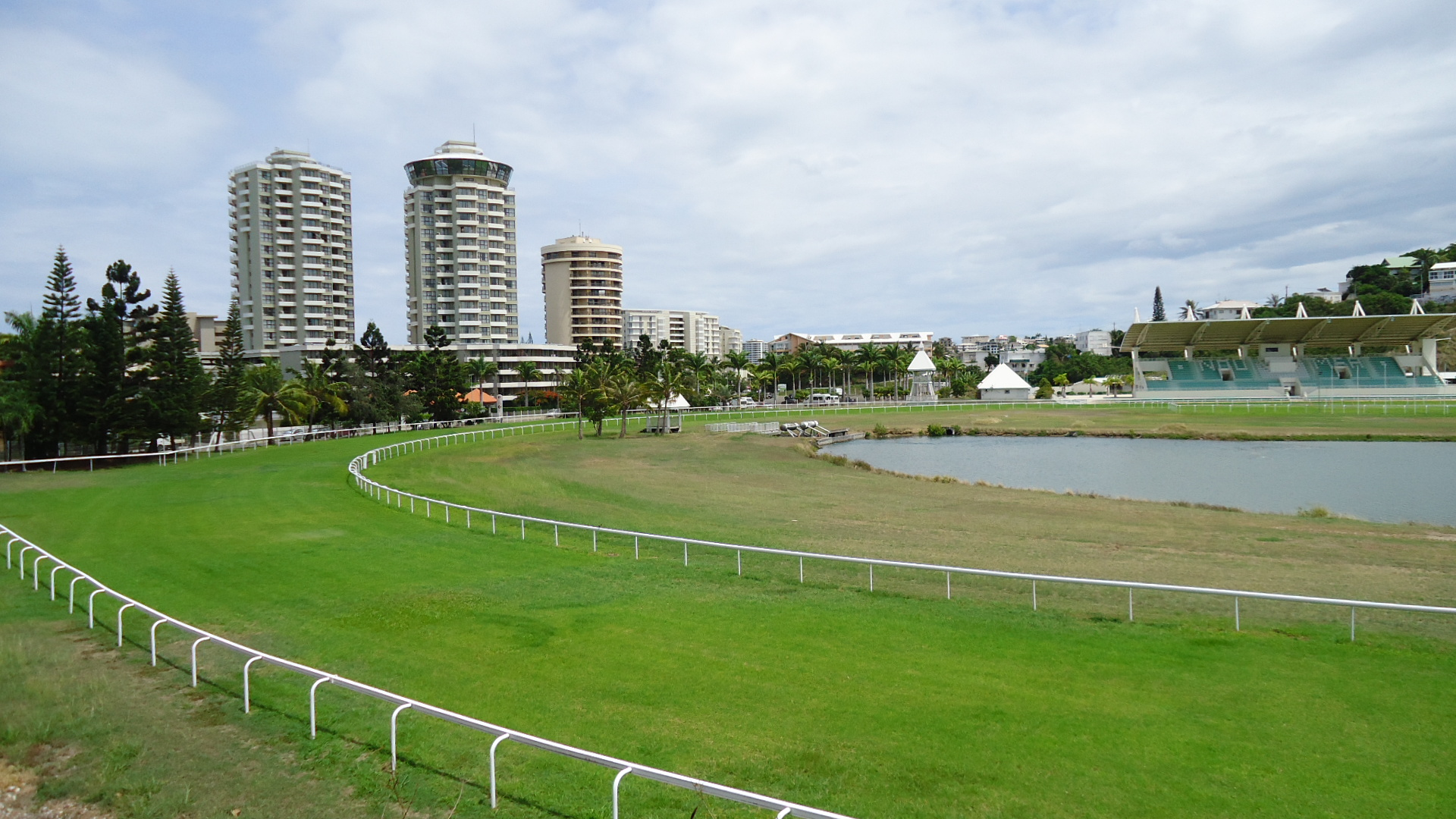
Virage
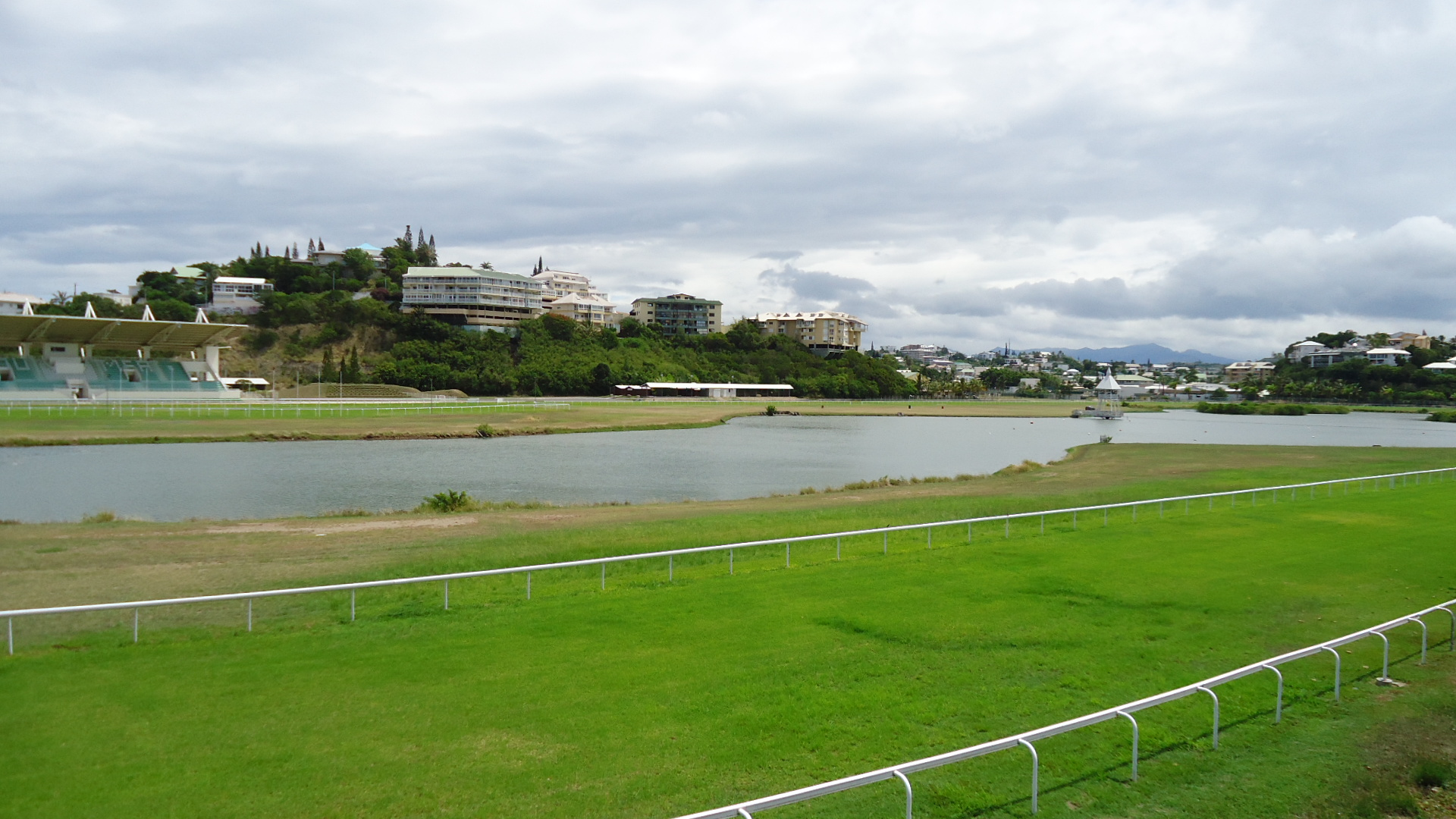
Piste
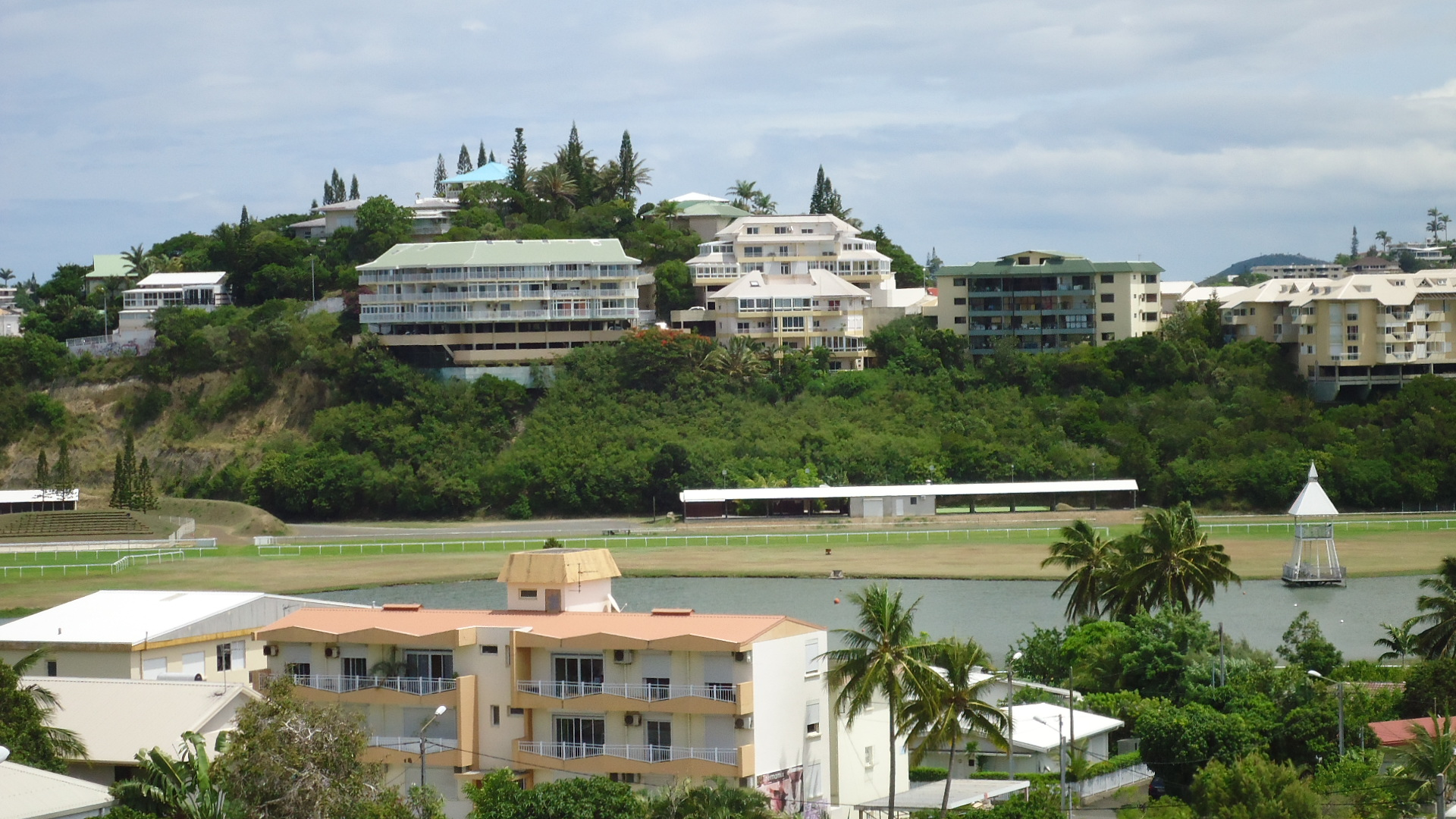
Résidences